# 益阳市箴言中学
益阳市箴言中学（英語：Zhen Yan High School）位于湖南省益阳市桃花仑东路2058号，为益阳市公立学校，湖南省示范性中学之一。

## 历史沿革
1854年，益阳泉交河人胡林翼在益阳石笋瑶华山创建了“箴言书院”，它是箴言中学的前身。
1904年，箴言书院更名为“校士馆”。
1906年，校士馆更名为“箴言学堂”。
1912年，箴言学堂更名为“箴言学校”，随后又更名为“益阳县立第二高等小学”。
1924年，益阳县立第二高等小学更名为“益阳县立第一国民初级小学”。
1938年，益阳县立第一国民初级小学更名为“湖南省私立育才初级中学”。
1954年，湖南省私立育才初级中学更名为“益阳县第一初级中学分校”。
1955年，益阳县第一初级中学分校更名为“益阳县第一初级中学”。
1958年，益阳县第一初级中学更名为“益阳县第一中学”。
1995年，益阳县第一中学更名为“益阳市十一中”。
2001年4月，益阳市十一中更名为“益阳市箴言中学”。

## 学校文化

### 校训
益阳市箴言中学的校训是“严谨求实，勤苦奋进”。

### 学校精神
益阳市箴言中学的学校精神是“公、勇、勤、朴”。

## 学校荣誉
箴言中学先后荣获“市级双文明建设先进单位”、“湖南省体育传统项目学校”、“全国体育卫生工作先进单位”、“湖南省现代教育技术实验学校”等荣誉奖项。